# مسجد جبل العنقاء
مسجد جبل العنقاء (بالصينية:凤凰山清真寺) هو مسجد في حي جنيو بمدينة تشنغدو ، التابعة لمقاطعة سيتشوان ، الصين . يقع المسجد في ضاحية على بعد 6 كيلومترات شمال مدينة تشنغدو.

## اسم
يقع المسجد بين جبال تشبه طائر العنقاء الأسطوري، وبالتالي تم تسمية المسجد على هذا النحو. 

## التاريخ
كانت هناك مقبرة لقومية هوي افتتحت في عام 1952م. ثم في وقت لاحق تم بناء مسجد بالقرب منها لصلاة الجنازة والجمع. 